# Валга (футбольний клуб)
«Валга» (ест. FC Valga) — радянський і естонський футбольний клуб, що нині не існує, з міста Валга. Учасник чотирьох сезонів вищої ліги Естонії (2000, 2003—2005).

## Назви
- «Локомотив» (1990—1998)
- ФК «Валга» (1998—2005)

## Історія
У радянський період команда виступала у змаганнях КФК під назвою «Локомотив» (Валга). Датою заснування футбольного клубу вважається 1990 рік, але є відомості про більш ранні виступи. У 1992 році, після заснування незалежного чемпіонату Естонії, «Локомотив» був включений до першої ліги. 1995 року вилетів до другої ліги.
У другій половині 1990-х років увійшов у систему таллінської «Флори» як один із фарм-клубів і був перейменований на ФК «Валга». За іншими даними, «Валга» не мала юридичної наступності до «Локомотива», а на логотипі було вказано 1997 рік. У 1998 році «Валзі» було надано місце в першій лізі, а у 2000 році — у вищій лізі, обидва рази не за спортивним принципом, а шляхом обміну ліцензіями.
У дебютному сезоні 2000 року клуб посів останнє місце у вищому дивізіоні, набравши лише 8 очок у 28 матчах. Наступні два сезони провів у першій лізі, у 2001 році посів друге місце, а у 2002 році став переможцем, вигравши 26 матчів із 28. З 2003 року знову виступав у вищій лізі, де двічі був сьомим (передостаннім), а у 2005 році посів восьме місце серед 10 учасників.
У Кубку Естонії найбільшим успіхом став вихід до чвертьфіналу (2002, 2003, 2004, 2005).
Після закінчення сезону 2005 року клуб був розформований, а його місце у вищому дивізіоні віддано клубу «Валга Ворріор».

## Тренери
- Янно Ківісілд (2000—2003)
- Іво Лехтметс (2004—2005)